# تورينت
بلدية تورينت (بالإسبانية: Torrent) هي بلدية تقع في مقاطعة جرندة التابعة لمنطقة كتالونيا شمال شرق إسبانيا.

## الديموغرافيا
بلغ عدد سكان بلدية تورينت 189 نسمة عام 2011 (وفقاً للمعهد الوطني الإسباني للإحصاء).
| 176 | 167 | 180 | 188 | 191 | 193 | 189 |

## أعلام
- جويل جونسون